# Saldaña, Colombia
Saldaña är en kommun i Colombia. Den är belägen i departementet Tolima, i den centrala delen av landet, 130 km sydväst om huvudstaden Bogotá. Antalet invånare är 14 990.
Tropiskt monsunklimat råder i trakten. Årsmedeltemperaturen i trakten är 25 °C. Den varmaste månaden är september, då medeltemperaturen är 26 °C, och den kallaste är december, med 24 °C. Genomsnittlig årsnederbörd är 1 810 millimeter. Den regnigaste månaden är april, med i genomsnitt 259 mm nederbörd, och den torraste är september, med 68 mm nederbörd.